# Собака Баскервілів (фільм, 1972)
«Собака Баскервілів» (англ. The Hound of the Baskervilles) — американський телевізійний фільм 1972 року режисера Баррі Крейна. Одноіменна екранізація детективного роману Артура Конан-Дойля «Собака Баскервілів».

## Виробництво
Фільм «Собака Баскервілів» став першою американською кольоровою екранізацією цієї історії, створеної телеканалом ABC, для їхнього щотижневого випуску програми «ABC Movie of the Week». Кіно стало одним із перших пілотів екранізацій літературних детективів разом із фільмами «Нік Картер» та «Гільдеґард Вайтерс». При створенні екранізації переважно використовувалися готові декорації до інших фільмів жахів.

## У ролях
| Актор            | Роль                                  |
| ---------------- | ------------------------------------- |
| Стюарт Грейнджер | Шерлок Голмс                          |
| Бернард Фокс     | Доктор Вотсон                         |
| Кенні Айрленд    | сер Генрі                             |
| Вільям Шетнер    | Джордж Степлтон / сер Г'юго Баскервль |
| Джейн Мерроу     | Беріл Степлтон                        |
| Ентоні Зербе     | доктор Мортимер                       |
| Саллі Енн Говс   | Лора Френкленд                        |
| Джон Вільямс     | Артур Френкленд                       |
| Алан Кайлоу      | інспектор Лестрейд                    |